# 扭连钱属
扭连钱属（学名：Phyllophyton）是唇形科下的一个属，为多年生草本植物。该属共有约5种，分布于中国西藏、四川、云南及青海。